# Karlovo, Bulgaria
Karlovo (în bulgară Карлово) este un oraș în Obștina Karlovo, Regiunea Plovdiv, Bulgaria.

## Demografie
Componența etnică a orașului Karlovo
     Turci (2,6%)
     Bulgari (83,26%)
     Romi (6,04%)
     Nicio identificare (7,13%)
     Altele (0,95%)
La recensământul din 2011, populația orașului Karlovo era de 23.075 locuitori. Din punct de vedere etnic, majoritatea locuitorilor (83,26%) erau bulgari, existând și minorități de romi (6,04%) și turci (2,6%). Pentru 7,13% din locuitori nu este cunoscută apartenența etnică.